# Islamische Organisationen in Deutschland
Islamische Organisationen entstanden in Deutschland sowohl durch Entsendung von Missionaren als auch durch die Immigration von sogenannten Arbeitsmigranten und muslimischen Flüchtlingen, die an ihren jeweiligen Wohnorten Gebetsstätten einrichteten. Sie haben sich überwiegend in Moscheevereinen nach dem deutschen Vereinsrecht zusammengeschlossen, die sich zumeist an den religiösen Strömungen und Institutionen in ihren Herkunftsländern orientieren. Im Laufe der Zeit haben sich weitere Interessengruppen und Organisationen von Muslimen in Deutschland (z. B. Frauen, Jugend, Bildung) herausgebildet.

## Körperschaften des öffentlichen Rechts
Besondere staatliche Sonderrechte genießen Körperschaften des öffentlichen Rechts (KdöR):
1. Körperschaften können vom Staat Steuern erheben lassen (Steuererhebungsrecht),
2. Kirchenbeamte ernennen (Dienstherrenfähigkeit)
3. zuziehende Gemeinschaftsmitglieder am neuen Wohnort in Anspruch nehmen (Parochialrecht) sowie
4. Friedhofsträger sein.

### Ahmadiyya
- Ahmadiyya Muslim Jamaat Deutschland KdöR (AMJ): Das deutsche Zentrum (Baitus Sabuh) befindet sich in Frankfurt am Main. Die Ahmadiyya ist seit den frühen 1920er in Deutschland vertreten und hat (in Hessen[2]) seit 2013 den Körperschaftsstatus inne (ferner auch seit 2014 in Hamburg[3]). Zu den Pionierleistungen zählen die ersten Moscheen und ersten Koranübersetzungen aus muslimischer Hand (siehe Islam in Deutschland). Rund 50.000 Mitglieder[4] und mehr als 78 repräsentative Moscheen (100-Moscheen-Plan) mit Kuppel und/oder Minarett und 250 Lokalgemeinden mit kleineren Gebetsräumen machen sie zu einer der größten und ältesten Organisationen in Deutschland.[5][6] Mehrere islamische TV-Sender werden weltweit übertragen (siehe Muslim Television Ahmadiyya). In einem Verlag wird Literatur in Deutsch gedruckt.[7] Mehrere Wanderausstellungen über Islam und bundesweite Werbeaktionen (u. a. Plakat und Anzeigen in öffentlichen Verkehrsmitteln) sollen Vorurteile abbauen.[8] Jährlich wird der größte islamische „Kirchentag“ Europas (zuletzt in der Karlsruher-Messe) organisiert (Jalsa Salana), bei dem regelmäßig der Khalifat ul-Massih der Gemeinschaft zugegen ist.[9] 2012 eröffnete die Gemeinschaft das erste Institut für die Ausbildung von deutschsprachigen Imamen in Deutschland.[10] Seit 2013 ist sie Träger für muslimischen Religionsunterricht an Grundschulen in Hessen.

### Andere Anwärter
- Einige türkische Vereine und Dachverbände (z. B. die Ditib) haben länger schon Anträge auf den Kirchenstatus gestellt. Bisher wurden diese Anträge nicht genehmigt.[11]

## Organisationen nach dem Vereinsrecht

### Sunnitischer Islam

#### Verbände türkischer Sunniten
- Die Türkisch-Islamische Union der Anstalt für Religion e. V. (DİTİB) ist der mitgliederstärkste islamische Verein in Deutschland. Sie wurde 1984 als Ableger der türkischen Religionsbehörde Diyanet in Deutschland gegründet, ihr Sitz ist in Köln-Ehrenfeld. Die genaue Zahl der Mitglieder ist nicht bekannt. Schätzungen gehen davon aus, dass weniger als 13 % aller Türkischen Muslime überhaupt einem Verband zugehörig ist[12]. Die Imame und Religionslehrer ihrer Moscheegemeinden werden aus der Türkei entsandt. Da der türkische Staat in den 1970er- und 1980er-Jahren finanziell in einer sehr angespannten Situation war, mussten diese Funktionär anfangs mit Geldern der Islamischen Weltliga bezahlt werden, was von kemalistischer Seite heftig kritisiert wurde. Die Fixierung auf die Türkei und die türkische Sprache erwies sich als Nachteil, als andere islamische Organisationen sich bewusst in deutscher Sprache an die Öffentlichkeit wandten und so stärker dialogorientiert erschienen.
Unter ihrem Vorsitzenden Rıdvan Çakır (2003–2007) (Religionsattaché der türkischen Botschaft) war die Vereinigung bestrebt, sich stärker als Teil der deutschen Gesellschaft zu präsentieren. DİTİB war z. B. Initiatorin der Veranstaltung „Gemeinsam für Frieden und gegen Terror“. Über 20.000 muslimische Gläubige nahmen am 21. November 2004 an der Demonstration in Köln teil, auf der auch Claudia Roth, Günther Beckstein und Fritz Behrens sprachen. DITIB wurde aus dem sonstigen islamischen Spektrum sehr stark dafür kritisiert, dass sie bei dieser Demonstration nicht die Zusammenarbeit mit den anderen islamischen Organisationen gesucht hat.
Mit dem Ziel, ein Zeichen der Distanzierung von Gewalt im Namen des Islam zu setzen, war es die erste größere Aktion dieser Art in der Bundesrepublik. DİTİB lehnte jahrelang – im Gegensatz zu allen anderen islamischen Organisationen – islamischen Religionsunterricht in deutscher Sprache ab. DITIB versucht sich in den letzten Jahren mehr und mehr als alleinige Vertretung der Muslime auszugeben und zu profilieren. Sie wird von den deutschen staatlichen Behörden und den Kirchen oftmals als privilegierter Gesprächspartner behandelt. Die Rolle der DITIB ist umstritten, da mit ihr ein ausländischer Staat, nämlich die Türkei, direkten Einfluss auf das islamische Leben in Deutschland nimmt.
- Islamische Gemeinschaft Millî Görüş: Der ehemalige deutsche Ableger der türkischen religiös-islamischen Partei unter Necmettin Erbakan (zunächst Milli Selâmet Partisi, später Refah Partisi, Fazilet Partisi, Saadet Partisi) wurde 1976 in Köln gegründet und trägt seit 1995 den Namen Milli Görüş.
Sitz der europaweiten Organisation ist Kerpen. In Deutschland bestehen 16 regionale Sektionen, in Frankreich vier, in Österreich und den Niederlanden jeweils zwei, im Vereinigten Königreich, in Belgien, der Schweiz, Schweden, Dänemark und Norwegen jeweils eine. Mehrere Landesämter für Verfassungsschutz beobachten diese Vereinigung und berichten über verfassungsfeindliche Tendenzen, die vom Verfassungsschutz jedoch nicht näher spezifiziert werden. Auch die Verfassungsschutzämter betonen jedoch, dass es sich nicht um eine Organisation gewaltbereiter Islamisten handele. Die Organisationsstruktur ist schwer zu durchschauen, worin Kritiker eine bewusste Verschleierungsstrategie erkennen wollen. Vielfach tritt Milli Görüş heute in Form von „islamischen Föderationen“ auf Landesebene auf, die – wie auch Milli Görüş selbst – dem Islamrat für die Bundesrepublik Deutschland angehören.
- ATİB – Avrupa Türk-Islam Kültür Dernekleri Birliği / Union Türkisch-Islamischer Kulturvereine in Europa e. V. ist ein nationalistischer Dachverband von Kulturvereinen, welche sich 1987 zusammenschlossen, um von der türkischen Tagespolitik Abstand zu gewinnen und sich von den Interessen der in Türkei beheimateten Parteien/Organisationen/Bewegungen abzukoppeln. Der Gründer der Organisation, Musa Serdar Celebi, war vorher Vorsitzender der Föderation der Türkisch-Demokratischen Idealistenvereine in Europa. ATIB hat im Gegensatz zur Mehrheit der sonstigen Dachverbände keine Abhängigkeiten von Institutionen oder Personen in der Türkei. Historisch gesehen, sind die meisten angeschlossenen Vereine von der Türkischen Föderation abgespaltene Vereine, die sich mit der Entwicklung der Idealisten-Bewegung in der Türkei nicht mehr identifizieren konnten.
Gründungsziel der ATIB war das Finden von Lösungen für die jahrzehntelang angehäuften Probleme der türkischen Migrantengesellschaft, welche bis dato nicht ernsthaft realisiert wurden. Diese sollten ins Bewusstsein der Gesellschaft gerückt werden und Lösungsansätze sollten erarbeitet werden.
Der Sitz der ATIB-Zentrale ist Köln. Die Imame und Religionslehrer ihrer Moscheegemeinden werden hauptsächlich aus der Türkei geworben, jedoch ist man hierbei stark bemüht, Wege zu finden, um hier aufgewachsene Muslime in diesen Berufszweigen auszubilden.
Als eine der ersten Organisationen von Migranten arbeitete die ATIB gegen die Fixierung der Gedanken auf die Türkei und positionierte sich dialogorientiert. Diese Haltung mündete in einige Projekte, welche auch die anderen islamischen Organisationen bewegen sollten, sich auf die hiesigen Probleme der Migranten zu konzentrieren. Die ATIB ist Mitbegründer und Mitglied im Zentralrat der Muslime in Deutschland (ZMD) und im Rat Türkeistämmiger Staatsbürger (RTS). Zum Thema „Islamischer Religionsunterricht“ hat ATIB neben dem Bekenntnis zum Unterricht in deutscher Sprache auch eine Publikation veröffentlicht. Auch zu Themen wie „Muttersprachlicher Unterricht“, dem „Recht auf Glaubensfreiheit und Berufsausübung für Lehrerinnen mit Kopftuch“ bezieht ATIB Position auf Seiten der freiheitlich-demokratischen Grundrechte.[13]
- Mehrere Organisationen sind den Lehren von Said Nursî (Nur-Schüler) verpflichtet. Dazu gehören die Lichtstraße in Köln, das Risale-i Nur-Institut in Stuttgart und EuroNur in Ahlen. Vertreten sind sie im Dachverband ERNA.[14] Die Islamische Gemeinschaft Jama' at-un Nur vertritt das Gedankengut Said Nursis, wie es von Fethullah Gülen (* 1938) weitervertreten wurde (vgl. Gülen-Bewegung). Die Nur-Schüler sind im interreligiösen Dialog sehr aktiv.
- Der Verband der Islamischen Kulturzentren (VIKZ) ist der islamische Verband, der auf den Lehren von Süleyman Hilmi Tunahan (1888–1959) beruht. Der Verband wurde 1973 gegründet und ist damit die älteste dauerhaft existierende türkisch-islamische Vereinigung in Deutschland. Im Mittelpunkt der Aktivitäten steht religiöse Meditation und dhikr (Rezitation des Namens Gottes), unmittelbar politisch aktiv ist die Bewegung nicht.
- Verband der Islamischen Vereine und Gemeinden e. V. (Islami Cemaat ve Cemiyetler Birligi/ICCB): Diese Organisation war eine radikale Abspaltung von Millî Görüş, die 1984 von Cemalettin Kaplan (bekannt als Khomeini von Köln oder Kalif von Köln) gegründet wurde. Sie propagierte den Umsturz der laizistischen Staatsordnung der Türkei, die Errichtung eines „Kalifatstaates“ sowie die Abschottung von der deutschen Mehrheitsgesellschaft. Nach dem Tod Kaplans 1995 spaltete sich die Bewegung, weil nicht alle Anhänger dessen Sohn Metin Kaplan als Nachfolger anerkannten. Die Anhängerschaft war gering, Schwerpunkte waren Köln, Bayrisch-Schwaben und Ostwürttemberg. 2002 wurde die Organisation wegen verfassungsfeindlicher Zielsetzung durch den Bundesminister des Innern verboten.
- Der Verband der Türkischen Kulturvereine in Europa ist die Europaorganisation der extrem nationalistischen Büyük Birlik Partis. Die türkische Bezeichnung lautet Avrupa Türk Birliği, (Abk. ATB). Die ATB entstand 2002 als Nachfolgerin der Avrupa Nizam-ı Alem Ocakları Federasyonu (ANOF). Der gegenwärtige Vorsitzende ist Recep Yıldırım.

#### Verbände arabischer Sunniten
- Das Bündnis Malikitische Gemeinde Deutschland (BMG) vertritt einen traditionell-sunnitischen Islam nordafrikanischer Prägung. Deutschlandweit gehören ihm ca. 120 Moscheegemeinden an.[15] Das BMG wurde 2018 gegründet und arbeitet unabhängig von jedweder ausländischer Einflussnahme oder Finanzierung.
- Die Islamische Gemeinschaft in Deutschland wurde 1958 in München als Moscheebaukommission e. V. gegründet und zwei Jahre darauf in Islamische Gemeinschaft in Süddeutschland umbenannt. Ihren jetzigen Namen trägt die Organisation seit 1982. Die Islamische Gemeinschaft in Deutschland gehört zur fundamentalistischen Muslimbruderschaft. Die IGD bemüht sich seit Jahren aktiv um die Entwicklung einer deutschen islamischen Identität. Nach ihrem Selbstverständnis geht es um die Schaffung einer „Heimstätte“ für einen deutschsprachigen Islam. Lokale Verbände finden sich in den meisten deutschen Bundesländern. Eine Partnerorganisation der IGD, die Gründungsmitglied des Zentralrats der Muslime in Deutschland e. V. ist, ist die in Frankfurt am Main ansässige Muslim Studentenvereinigung in Deutschland e. V. (M.S.V.), deren Ableger an zahlreichen Universitäten aktiv sind.
- Hizb ut-Tahrir wurde 2002 wegen ihrer verfassungsfeindlichen Zielsetzung verboten. Der NPD-Vorsitzende Udo Voigt und Horst Mahler nahmen 2002 an einer Tagung der Gruppe teil, um ein Bündnis Islamismus-Rechtsextremismus zu schmieden.

#### Verbände europäischer Sunniten
- Vereinigung islamischer Gemeinden der Bosniaken in Deutschland – Islamska zajednica Bošnjaka u Njemačkoj: Gemeinden der in Deutschland lebenden Muslime aus Bosnien-Herzegowina schlossen sich 1994 in diesem Verband mit Sitz in Kamp-Lintfort zusammen. Er ist Mitglied im Zentralrat der Muslime in Deutschland. Bosnische Muslime leben vor allem in Nordrhein-Westfalen, Bayern und Baden-Württemberg.
- Die Union der Islamisch Albanischen Zentren in Deutschland hat ihren Sitz in Hamburg. Über Mitgliederzahl und Organisationsstruktur ist wenig bekannt. Die Organisation gehört dem Zentralrat der Muslime in Deutschland an.

### Schiitischer Islam

#### Zwölfer-Schiiten
- Islamisches Zentrum Hamburg: Bis zum Verbot 2024 einflussreichste zwölferschiitische Institution Europas. Es galt als Verbindungszentrum zur Islamischen Republik Iran.
- Islamischer Rat der Ahl-ul-Bayt Gemeinschaften[16]
- Islamische Gemeinschaft der schiitischen Gemeinden Deutschlands[17] Im Jahre 2009 gegründeter deutscher schiitischer Dachverband mit mehr als 100 schiitischen Gemeinden mit Sitz in Berlin

#### Siebenerschiiten (Ismailiten)
- Ismailische Gemeinschaft ist der Dachverband der Ismailiten in Deutschland. Dieser Verein unterhält vier Gebetsstätten (Jama'at Khana) in Deutschland.[18] Neben der Jama`at Khana in Berlin existieren noch drei weitere in Bösel, Essen sowie Frankfurt.[19][20] Religiöses Oberhaupt ist der Aga Khan (gegenwärtig Karim Aga Khan IV., der der 49. Imam dieser Glaubensgemeinschaft ist).

### Sondergruppen

#### Ahmadiyya
- Lahore-Ahmadiyya-Bewegung Deutschland (AAIIL): Die „Muslimische Mission Berlin“ (Die Moschee e. V.) baute 1924 in Berlin die älteste Moschee Deutschlands (Wilmersdorfer Moschee).[21]

#### Aleviten
- Alevitische Gemeinde Deutschland (AABF): Die neben den türkischen Sunniten zweitgrößte Gruppe türkischer Muslime in Deutschland hat ihre Vertretung seit 1992. Bei den Aleviten handelt es sich um eine liberale Glaubensgemeinschaft. Für sie gilt z. B. das islamische Rechtssystem Scharia nicht. Die Alevitische Gemeinde Deutschland unterhält mehr als 100 Vereine mit insgesamt über 20 000 Mitgliedern an. In Deutschland leben rund 500.000 Aleviten,[22][23] andere Schätzungen gehen von 700.000 Anhängern aus. Die AABF, in der auch eine Vielzahl türkischer Kurden vertreten werden, sieht die Trennung von Staat und Religion als wichtig an.

#### al-Habasch
- Islamischer Verein für wohltätige Projekte e. V. (IVWP): Die deutsche Organisation der Association of Islamic Charitable Projects (AICP) hat ihren Sitz in Peine und Berlin. Sie folgt den Lehren des aus Äthiopien stammenden Gelehrten Abdullah al-Harari, von dem sich der Name seiner Anhänger ableitet (arabisch habashi bedeutet „Abessinier“, also Äthiopier). Aufgrund seiner Warnungen bezüglicher der Wahhabiten, die in westlichen Ländern unter dem Pseudonym der Salafisten aktiv sind, wurde er von vielen Anhängern des Wahhabismus kritisiert und abgelehnt. Ab 2004 erbaute der kleine deutsche Verein in Berlin-Kreuzberg an der Wiener Straße/Ecke Skalitzer Straße das „Maschari-Center“, ein siebenstöckiges islamisches Zentrum mit Moschee und vier Minaretten. Finanziert wurde die Moschee von Spendengelder der Anhänger dieses Gelehrten weltweit, so wurde das islamische Zentrum und die Omar-Ibn-Al-Khattab-Moschee im Mai 2010 eröffnet.

#### Sufismus
- Haqqani Trust – Verein für neue deutsche Muslime: einer der bekanntesten überregional tätiger Sufi-Verein mit Sitz in Mönchengladbach. Ihr Hauptsitz in Deutschland liegt in der Eifel in Kall-Sötenich. Dort finden regelmäßige Veranstaltungen, wie das Freitagsgebet mit deutscher Freitagspredigt, das wöchentliche und monatliche Dhikr, Musikfestivals etc. statt.[24] Der Verein gehört zum Orden Naqschbandi-Haqqani (einem Zweig der Naqschbandīya) und arbeitet somit nach den Lehren von Scheich Nazim al-Haqqani.

#### Konvertiten
- Deutsche Muslim-Liga und Deutsche Muslim-Liga Bonn: Wichtige Organisationen, in denen sich in erster Linie Konvertiten zum Islam zusammengefunden haben, sind die Deutsche Muslim-Liga mit Sitz in Hamburg und die stark vom Sufismus geprägte Deutsche Muslim-Liga Bonn e. V.[25]

#### Liberale Muslime
Der 2010 gegründete Liberal-Islamische Bund  unter dem Vorsitz von Lamya Kaddor vertritt liberale Positionen und befürwortet z. Bsp. die Gleichgeschlechtliche Ehe und lehnt eine religiöse Verpflichtung zum Tragen des Kopftuches ab. Der Bund lehnt jede Form von antichristlicher, antisemitischer und antiislamischer Diskriminierung ab und befürwortet eine dogmenfreie, (in ihren Augen) zeitgemäße Auslegung des Koran.
Der 2010 gegründete Verband Demokratisch-Europäischer Muslime (VDEM) will nach eigenen Angaben die gesellschaftspolitischen und religiösen Interessen von demokratischen Muslimen vertreten, die ein weltoffenes und liberales Verständnis von der Religion des Islams haben. Bekannte Mitglieder sind der Politikwissenschaftler Bassam Tibi, der Islamtheologe Reza Hajatpour oder die islamkritische Sozialwissenschaftlerin Necla Kelek. Zum Präsidenten wurde Eyüp Özgün gewählt.
Das 2015 gegründete Muslimische Forum Deutschland e. V. (MFD) ist eine Plattform von Persönlichkeiten des öffentlichen Lebens, die nach eigenen Angaben den humanistisch orientierten Muslimen in Deutschland eine Stimme geben will. Sprecher ist Ahmad Mansour. Zu den Erstunterzeichnern der Gründungserklärung gehörten u. a. Mouhanad Khorchide, Erdal Toprakyaran, Lamya Kaddor, Güner Yasemin Balci und Cigdem Toprak. Neben Sunniten und Schiiten gehören auch Aleviten, Jesiden und christliche Unterstützer zu den Teilnehmern des Forums.
Das 1995 gebildete Zentrum für Islamische Frauenforschung und -förderung (ZIF) ist eine Vereinigung von Musliminnen in Deutschland, die sich für eine geschlechtergerechte Auslegung der islamischen Quellen und für eine angemessene Wertung und Repräsentanz von Frauen im Islam einsetzt.

## Interessenorganisationen von Muslimen

### Jugendorganisationen
- Bund der Alevitischen Jugendlichen in Deutschland (BDAJ): Der BDAJ versteht sich als eine Selbstorganisation von Jugendlichen im Alter zwischen 16 und 28 Jahren, die dem alevitischen Glauben angehören. Kulturelle wie religiöse Seminare, Kurse und Fahrten gehören zu den Schwerpunkten des BDAJ.
- Bund Moslemischer Pfadfinder und Pfadfinderinnen Deutschlands (BMPPD): Der 2010 gegründeter Pfadfinderverband mit etwa 150 Mitgliedern ist offen für Kinder und Jugendliche aller muslimische Glaubensrichtungen. In seiner Ausrichtung wird er stark vom französischen Partnerverband Scouts Musulmans de France beeinflusst.
- Muslimische Jugend in Deutschland e. V.: Erste ausschließlich deutschsprachige bundesweite und unabhängige muslimische Jugendorganisation in Deutschland. Sie wurde von muslimischen Jugendlichen für muslimische Jugendliche gegründet.
- Lifemakers: ein Netzwerk junger Muslime aus ganz Deutschland, die der Botschaft Amr Khaleds folgen und sich in der Gesellschaft, in der sie leben, nützlich machen wollen. Dies durch Projekte wie das deutsche Wintermärchenprojekt (Obdachlose und Armen speisen), Integrationsprojekte (Deutschkurse anbieten), Moscheenservice (Säuberung von Gotteshäusern), Waisenkindprojekt (Waisen betreuen), Frauenprojekt (Aufklärung über Rechte der Frau im Islam) etc.[34]
- Majlis Khuddam-ul-Ahmadiyya Deutschland e. V. (MKAD)

### Studentenorganisationen
- Der Rat Muslimischer Studierender und Akademiker (RAMSA)[35]
- Islamische Ahmadiyya Studentenvereinigung e. V. (IASV)

### Frauennetzwerke
- Das Aktionsbündnis muslimischer Frauen (AMF)[36]

## Bildungsorganisationen

### Schulen
- Islamische Grundschule in Berlin – Trägerverein: Islam Kolleg e. V.[37]
- Islamische Grundschule in München (Deutsch-Islamische Schule), 2010 geschlossen[37]
- Islamische Wochenendschule in Stuttgart[37]
- Islamische Schule Nürnberg[37]

### Akademien
- Muslimische Akademie in Deutschland, Berlin (de facto nicht mehr tätig)
- Islamische akademie Nordrhein-Westfalen[38]

### Andere
- An-Nusrat Islamischer Wohlfahrtsverband
- Institut für islamische Theologie und Sprachen Ausbildung von Imamen in Riedstadt, geleitet von der Ahmadiyya Muslim Jamaat[39]
- Institut für Internationale Pädagogik und Didaktik[37]
- Institut für Islamstudien in Trebbus[37]
- Initiative Islamische Studien[37]
- Institut für Islamische Bildung[37]
- Islamische Wissenschafts- und Bildungsinstitut in Hamburg[37]
- Zentralinstitut Islam-Archiv-Deutschland, Soest

## Dach- und Spitzenverbände
Als Ansprechpartner insbesondere für deutsche Bundes- und Landesinstitutionen wurde der Spitzenverband Koordinierungsrat der Muslime geschaffen. Ihm gehören die Dachverbände Islamrat für die Bundesrepublik Deutschland und Zentralrat der Muslime in Deutschland sowie die beiden Organisationen Türkisch-Islamische Union der Anstalt für Religion und Verband der islamischen Kulturzentren an. Eine Erweiterung erfolgte um den Zentralrat der Marokkaner in Deutschland (ZRMD), die Union der islamisch-albanischen Zentren (UIAZD) sowie perspektivisch um die Islamische Gemeinschaft der Bosniaken (IGBD).
In Dachverbänden sind mehrere islamische Organisationen zusammengeschlossen:
- Der Islamrat für die Bundesrepublik Deutschland e. V. ist ein Verband, dessen größte Mitgliedsorganisation die Islamische Gemeinschaft Millî Görüş ist.
- Islamisches Konzil in Deutschland (IK): Dem von 1989 bis 2000 aktiven IK gehörten neben Milli Görüş, die Islamische Gemeinschaft in Deutschland, die Islamische Gemeinschaft Wuppertal, die Muslim Studentenvereinigung, die Union der Islamisch Albanischen Zentren in Deutschland, die Union der Türkisch-Islamischen Kulturvereine in Europa, der Verband Bengalischer Kulturzentren, der Verband islamischer Gemeinden der Bosniaken sowie die Vereinigung der Indonesischen Muslime in Deutschland an.
- Zentralrat der Muslime in Deutschland: Diese Organisation vertritt, anders als ihr Name suggeriert, nur eine Minderheit der Muslime in Deutschland, ist aber der ethnisch vielfältigste Verband von Muslimen in Deutschland. Bekannte Ehrenmitglieder des Zentralrats sind bzw. waren Yusuf Islam (Cat Stevens) und Annemarie Schimmel (†).

In mehreren Bundesländern wurden im Umfeld von Milli Görüş und des Zentralrats Islamische Föderationen gegründet. Ihr Hauptziel ist die Durchsetzung des islamischen Religionsunterrichts unter ihrer Regie. In diesem Zusammenhang hatten die Kultusministerien nämlich wiederholt auf die Problematik verwiesen, dass es keine den Kirchen vergleichbare Organisationen gäbe, welche die Verantwortung für den Religionsunterricht tragen könnten.

## Islamkonferenz
Unter dem Vorsitz von Innenminister Schäuble begann in Berlin am 27. September 2006 die Deutsche Islamkonferenz. Sie wurde bisher in verschiedenen Zusammensetzungen und zu unterschiedlichen Fragestellungen in den weiteren Legislaturperioden fortgesetzt.